# Menón de Farsalia
Menón (griego antiguo: Mενων). Murió en 321 a. C.. Fue un ciudadano de Farsala en Tesalia, hombre de gran influencia y reputación, tuvo un papel destacado en la guerra Lamiaca, y comandaba la caballería tesalia en la batalla con los macedonios, en la que Leonato fue asesinado. 
Plutarco cuenta que sus servicios fueron muy apreciados por los confederados, ocupó un lugar en la batalla de Cranón (322 a. C.), junto con Leóstenes y Antífilo, el ateniense, fueron derrotados por Antípatro y Crátero, aunque bajo su mando la caballería tesalia mantuvo en la batalla su superioridad sobre la del enemigo, y se sintieron obligados a hacer una negociación con los conquistadores, que llevó a la disolución de la confederación griega. Pero cuando Antípatro se vio obligado a cruzar a Asia contra Pérdicas, los etolios reanudaron la guerra, hicieron una reunión en Tesalia propiciada por Menón, a través de cuya influencia la mayoría de las ciudades de Tesalia fueron inducidas a participar en la insurrección. Sin embargo, poco después fue derrotado por Poliperconte en una batalla campal, en la que fue asesinado, en 321 a. C. 
Dio en matrimonio a su hija Ftía a Eácides, rey de Epiro, que se convirtió en la madre de Pirro.